# Александрова, Татьяна Ивановна
Татья́на Ива́новна Алекса́ндрова (10 января 1929, Казань — 22 декабря 1983, Москва) — советская детская писательница, художница, автор сказки о домовёнке Кузе.

## Биография
Татьяна Александрова родилась в Казани, но детство её прошло в Москве. Отец — инженер по лесоповалу, часто бывший в командировках. Мать — врач, часто остававшаяся на ночные дежурства, и поэтому Таня и её сестра-близнец Наташа оставались дома с няней Матрёшенькой (Матрёной Фёдоровной Царёвой). Поволжская крестьянка, всегда находила время побаловать своих подопечных сказкой или присловьем, благодаря ей в Татьяне развился талант сочинительницы. Рисование было ещё одним увлечением на всю жизнь. Став художницей, Татьяна Ивановна нарисовала её портрет.
А начиналось всё с домашних зарисовок, потом девочки пришли в одну из московских художественных студий, где им покровительствовала Татьяна Александровна Луговская, театральная художница и педагог. Под её руководством увлечение стало перерастать в профессию. Так что после окончания школы и Таня, и Наташа поступили в институты «с художественным уклоном». Наташа — в Архитектурный. Таня — в Институт кинематографии на отделение мультипликации.
Успешно закончив ВГИК, Татьяна Ивановна сначала работала на «Союзмультфильме», потом преподавала в Пединституте, вела студию при Дворце пионеров. Рисовала разные картинки, но продолжала сочинять сказки.
В 1977 году вышла первая книга о домовёнке Кузе, который попадал в разные истории. Предисловие к этой книге написал муж Александровой — писатель Валентин Берестов. Потом вышли книги «Сундучок с игрушками», «Игрушечная школа», и в соавторстве с Валентином Берестовым была написана сказка «Катя в игрушечном городе».
3 января 1984 года Валентин Берестов написал Курбатову:

Рука не поворачивается писать Вам эти слова. Но 22 декабря 1983 Татьяны Ивановны не стало. Десять лет она болела той страшной болезнью, которую, говорят, скоро победят. Она была весела, светла, радостна. <…> Она позаботилась о мне, оставив огромное наследие изобразительное и литературное. Я им занят.
Слава успела при жизни слегка задеть её крылом. В двенадцатом номере «Детской литературы» её сравнили с Е. Д. Поленовой и воспроизвели Кузьку.
— Курбатов В. Я. Подорожник: Встречи в пути, или Нечаянная история литературы в автографах попутчиков. — Иркутск: Издатель Сапронов, 2006. — 416 с. — С. 77—78.
Курбатов вспоминал про Татьяну Ивановну:

… в другой раз, мелькнёт чудесная мысль, что Троица — загадка, равная Сфинксу, отгадка которой в самом человеке, и, пока мы не знаем отгадки, мы наказаны смертью, а поймём — и смерти не будет.
Но это, кажется, только раз — о смерти, а так свет и свет.
— Курбатов В. Я. Подорожник. — С. 70.
Похоронена на Хованском кладбище. После её смерти в 1984 году вышел первый мультфильм о домовёнке «Дом для Кузьки».